# Malowetz (Adelsgeschlecht)
Malowetz (tschechisch Malovec, im Plural Malovcové z Malovic) ist der Name eines Ur-Adelsgeschlechts im Königreich Böhmen.

## Geschichte
Die Familie ist eines der ältesten Adelsgeschlechter Böhmens, das mit Bohuslav de Malowicz, miles (Malowitz im Bezirk Prachatitz) 1313–1341 urkundlich (Fontes rerum austriacarum II.; Josef Emler: Regesta Bohemiae et Moraviae, Band III, S. 315 und Band IV, S. 292) zuerst erschien. Zu Beginn des 15. Jahrhunderts verzweigte es sich in zwei, von den Brüdern Peter Malowecz auf Paczow und Johann Malowecz auf Cheynow abstammende Häuser, die in zahlreichen Linien Bestand hatten. Während die Malowecz von Paczow 1563 im Mannesstamm erloschen, wurde ein Enkel des Johanns, Zdenko der Ältere Malowecz von Cheynow, Gründer des Hauses der Malowcz von Cheynow und Winterberg; von seinem Neffen Peter Malowecz auf Kamen stammten die im Jahr 1900 im Mannesstamm erloschenen Freiherrn Malowetz von Malowitz und Kosotz ab. Die bisher vermutete Stammes- und Wappenverwandtschaft mit den Herren von Pardubitz (Paní z Pardubic) konnte durch die neueste Forschung widerlegt werden.

## Standeserhöhungen
- Böhmischer Freiherr mit Wappenbesserung, Prag 13.10. (Diplom 26.10.) 1638 für Georg Malowetz von Cheynow und Winterberg, auf Czitow, Burggraf im Königgrätzer Kreis (BSB Band XLVIII, S. 745 ff.)
- Böhmischer Freiherr, Wien 30. April 1639 für Peter Paul Malowetz
- Böhmischer alter Herr, Wien 13. September 1760 für die Brüder Ferdinand Ignaz und Ernst Wilhelm (den Jüngeren) Malowetz von Cheynow und Winterberg, Landes-Unterkämmerer im Königreich Böhmen, verstorben in Prag am 17. November 1770, und dessen Vetter Joseph Malowetz von Cheynow und Winterberg (BSB Bd. CCIX, S. 466).

Der allen gemeinsame Stammsitz ist Malovice (Malowitz) im Prachiner Kreis in Böhmen. Die gesicherte Stammreihe beginnt mit dem Ritter (miles) Bohuslaus de Malowicz (urkundlich 1313–1341), auch im Genealogischen Handbuchs des Adels für das Jahr 1997 des C.A.Starke Verlag in Limburg nachweisbar. 1358 war Bohuslav Gesandter Kaiser Karls IV. Seit 1352 sind die Malowetz auch als Besitzer des Gutes Libiegitz nachweislich, bis am 10. August 1559 Dionys Malowetz die Güter Libiegitz, Großmalowitz, Rabin, Nestanitz und Skal an Wilhelm von Rosenberg verkaufte, der die alte Feste Libiegitz zu einem Renaissanceschloss umbauen ließ.
Das Geschlecht teilte sich in mehrere Linien, von denen zwei besonders hervortraten: Malovec von Malovic und Kosoř und Malovec von Chejnov und Winterberg.

### Malovec von Malovic und Kosoř

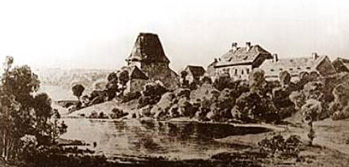
Burg Byšov, 1615 gekauft, aber bald nach dem Dreißigjährigen Krieg wieder verloren

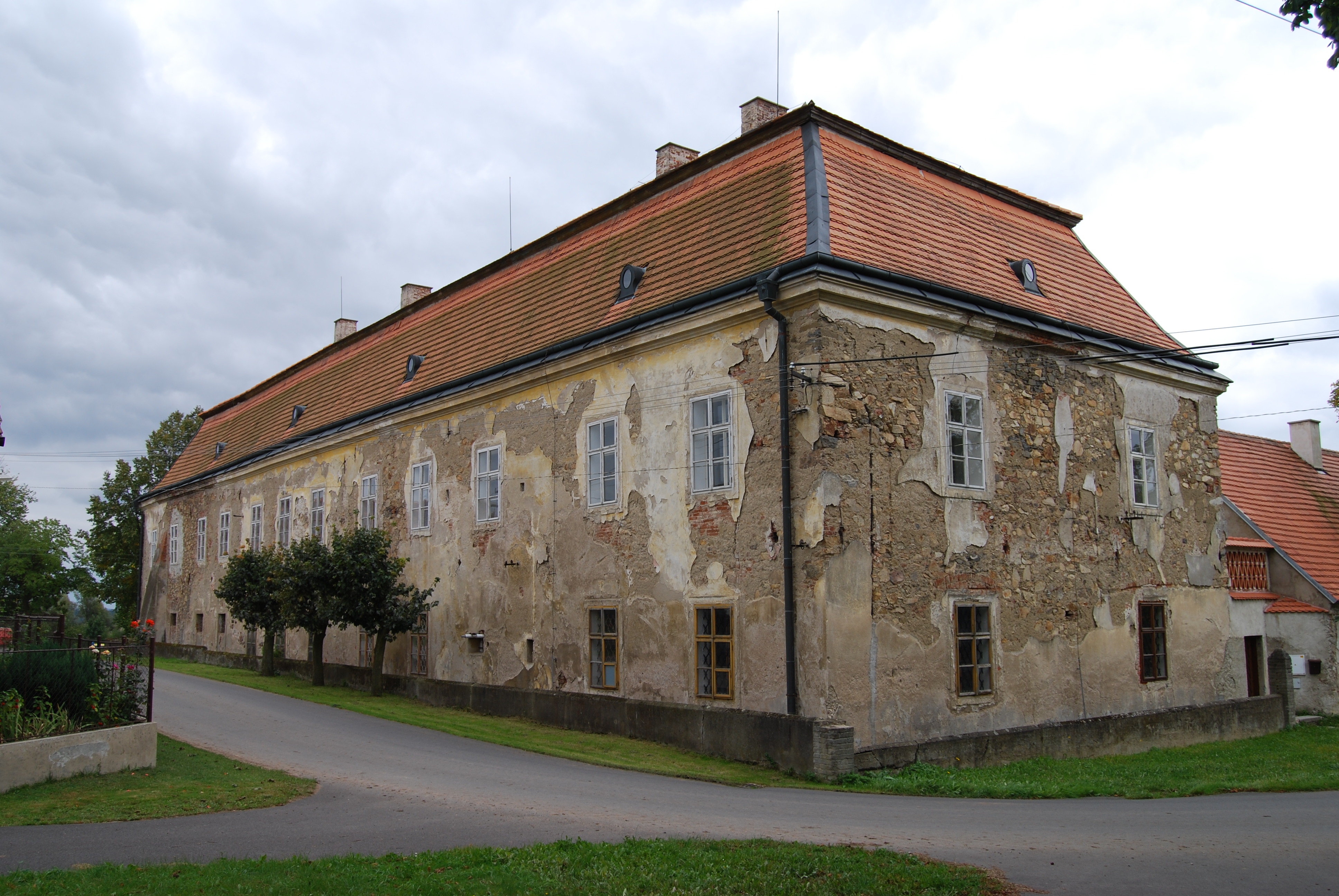
Das Herrenhaus von Cerhonice, das 1623 dem Johann von Malovec konfisziert wurde

Noch vor der Schlacht am Weißen Berg 1620 wurden dem reichen Herrn Johann Malowetz von Malowic seine größtenteils im Budweiser Kreis gelegenen Güter konfisziert. Das im Oktober 1622 über ihn verhängte Urteil ergab den endgültigen Verlust dieser Güter, für die außerhalb des Budweiser Kreises gelegenen Güter sollte ihm lediglich der halbe Geldwert ausgezahlt werden. 1622 wurde dem Zdenko von Malovec das Gut Čkyně (Ckjn) im Prachiner Kreis konfisziert, ebenso erging es 1623 dem Johann von Malovec mit den Gütern Cerhonic, Čestice und Zdikau im Prachiner Kreis, die dann der königlichen Kammer zugewiesen wurden. Später kam Zdikau jedoch an die Linie Malowetz von Chejnov auf Winterberg. 1661 war Ferdinand Malovec von Malovic Herr der Herrschaft Radnice im Pilsner Kreis. Die Burg Byšov wurde 1615 von der Linie Malovec von Malovic von der Familie Bejšovec von Bejšov erworben, nach dem Dreißigjährigen Krieg und der Rekatholisierung kam der Besitz an das reichsgräfliche Haus Schwarzenberg.

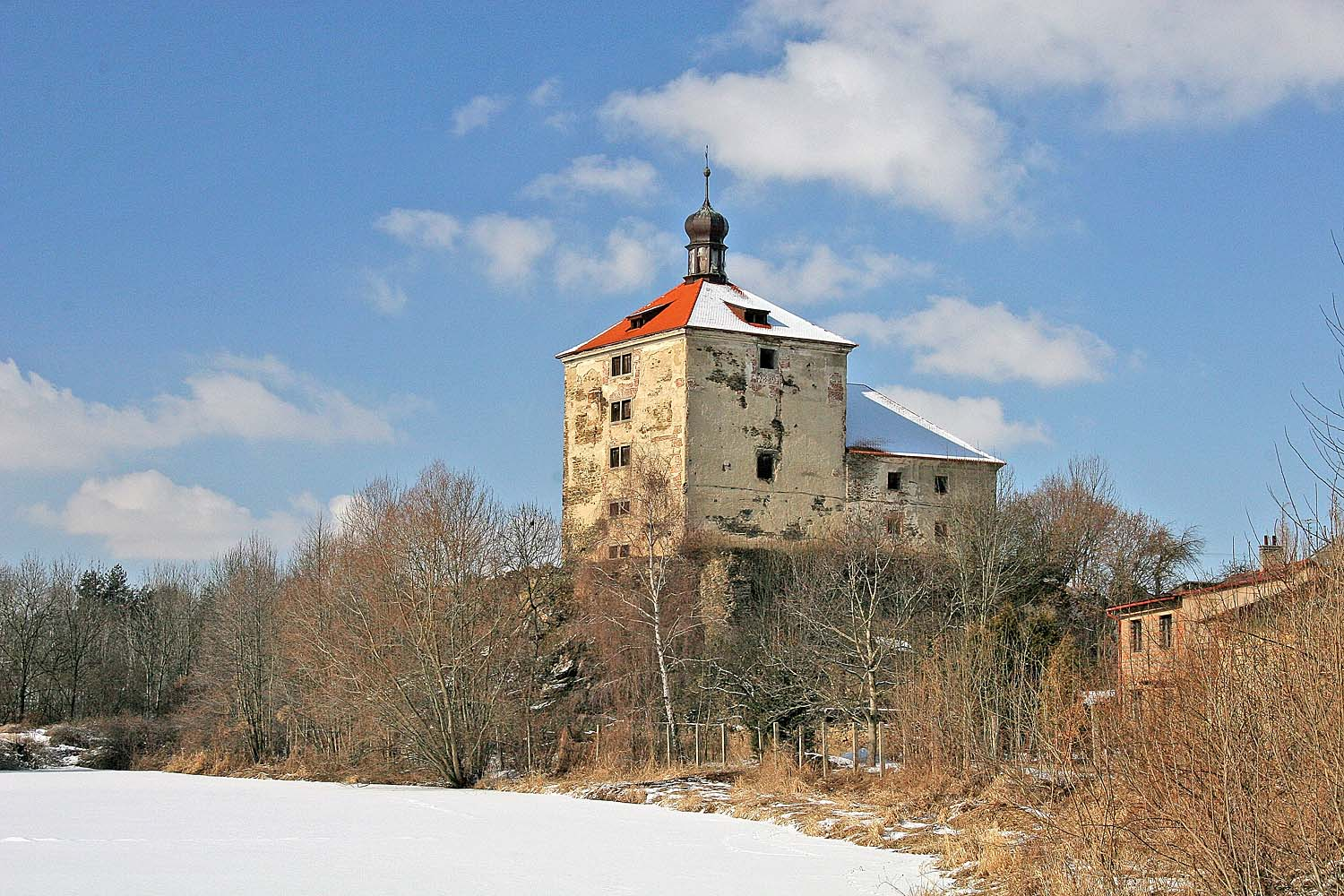
Burg Maleschau, 1620 unter dem Winterkönig den Malowetz von Malowitz auf Frauenberg zugeteilt

1620 wurde den Gebrüdern Hans und Wenzel Malowetz von Malowitz auf Frauenberg, nachdem ihre Güter und Vermögen im Wert von mehreren hunderttausend Talern verheert oder „vom Feind“ okkupiert worden waren, vom böhmischen König, dem „Winterkönig“ Friedrich, und den böhmischen Ständen die Herrschaft Neu-Colin und Maleschau zugestanden. Wegen ihrer Beteiligung am Ständeaufstand 1618 wurden die Güter der Malowetz von Malowitz auf Frauenberg vom Kaiser Ferdinand II. konfisziert und 1623 dem Feldmarschall Baltasar von Marradas übereignet, der die Herrschaft Frauenberg rekatholisieren ließ.
Rudolf von Malowetz musste am 14. November 1626 bei sonstigem Verlust seiner Ehre und Güter dem Prager Erzbischof Ernst Adalbert von Harrach versprechen, bis zu den künftigen Ostern das Abendmahl in katholischer Weise zu empfangen.

### Malovec von Chejnov und Winterberg
Die zweite Linie benannte sich nach ihren Stammhäusern Chejnov im Taborer Kreis und dem etwas später hinzugekommenen Winterberg im Prachiner Kreis. 1457 bestätigte König Vladislav dem Johann Malovec von Chejnov den unstreitbaren Besitz von Chejnov. Später verlor die Familie Chejnov, doch war Udalrich 1513 wieder im Besitz desselben. Nach dem Ständeaufstand von 1547 verlor Peter Malovec von Chejnov und Winterberg die Herrschaft Winterberg durch Konfiszierung, doch war 1621 Georg wieder im Besitz von Winterberg, außerdem besaß er noch Ginec im Berauner Kreis. 1718 war Wenzel Ernst Malovec von Chejnov und Winterberg Herr auf Hohen-Hradek und Kuňovice im Prachiner Kreis. 1745 kaufte Nikolaus Malovec von Chejnov und Winterberg das Gut Čestice mit Dršinko im Prachiner Kreis, das er an seinen Sohn Joseph vererbte. Zdikau, das 1623 dem Johann aus der Linie Malovec von Malovic konfisziert worden war, wurde unter den Malowetz von Chejnov auf Winterberg Familienfideikommiss. Johann Freiherr von Malowitz ließ Zdikau allodieren und verkaufte das Gut 1799 an Graf Franz von und zu Sickingen. Sickingen veräußerte das Gut aber bereits 1803 wieder.

## Standeserhöhungen der Linie Malowetz von Cheynow und Winterberg
- 1639 am 2. März (nach anderer Quelle: 30. April 1639) erhielt Peter Paul aus der Linie Malovec von Chejnov und Winterberg zu Wien den böhmischen Freiherrenstand.,[7] (siehe auch: BSB Band IV, S. 29 v.)
- 1760 erhielten den böhmischen Freiherrenstand ebendort am 13. September die Gebrüder Ferdinand Ignatz und Ernst Wilhelm sowie deren Vetter Josef Malowetz von Chejnov und Winterberg.[8] (siehe auch: BSB Bd. CCIX, S. 466)

### Linie Malovec von Malovic und Kosoř
- 1684 am 7. Februar erhielt Joachim Johann Ignaz Kosorž Malowez von Malowiz zu Linz den böhmischen alten Herrenstand.[9]
- 1781 am 14. Februar zu Wien erhielt Josef Kosorz von Malowetz ein Freiherrendiplom, gültig in den böhmischen Kronländern.[10]

## Wappen

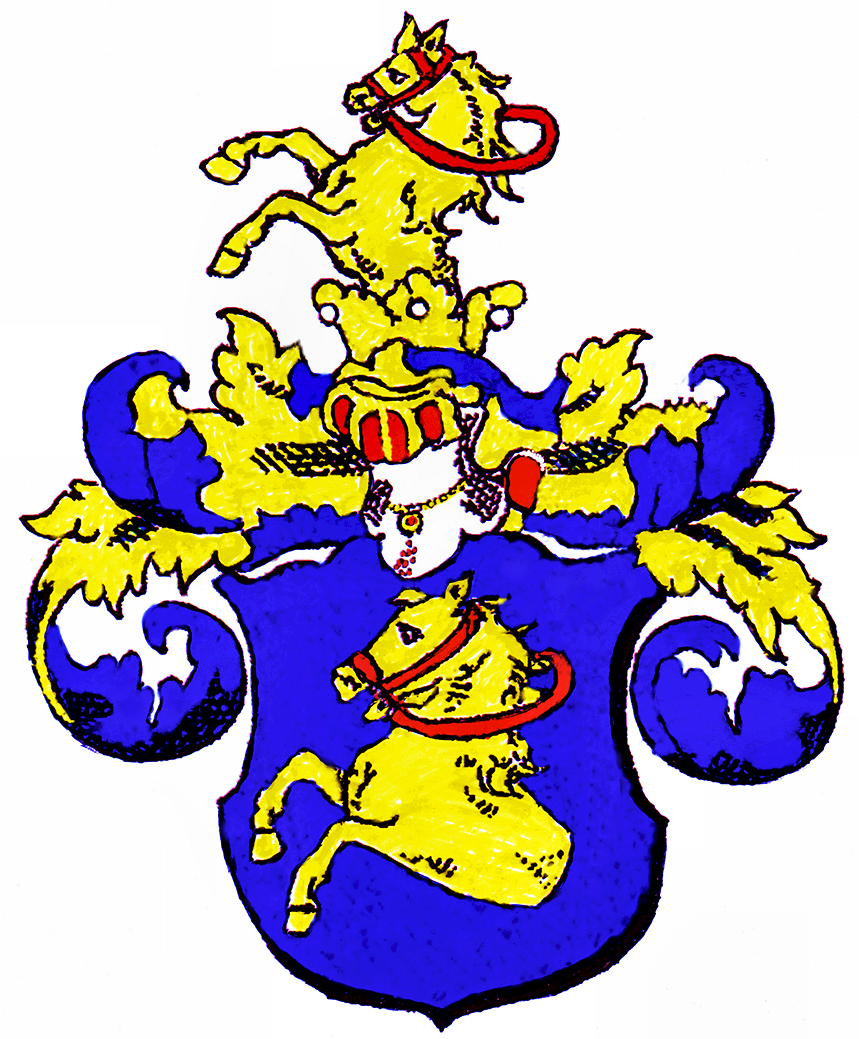
Vollwappen der Malowetz
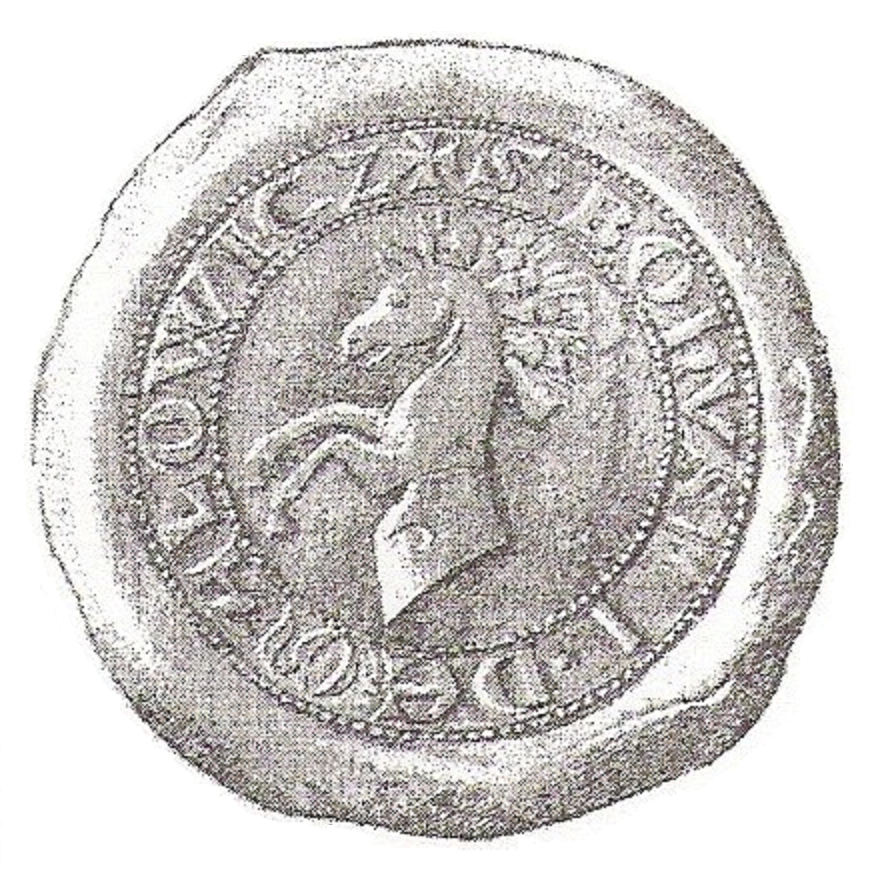
Siegel des Ritters Bohuslav de Malovicz mit seinem Oberwappen, bestehend aus Topfhelm und Helmzier

- Das Stammwappen zeigt in Blau ein oberhalbes, rotgezäumtes Pferd. Auf dem Helm das Schildbild wachsend. Die Linie Malovec von Malovic und Kosoř tingierte das Pferd und die Innenseite der außen blauen Helmdecke golden, die Linie Malovec von Chejnov und Winterberg hingegen silbern.[11]
- Das freiherrliche Wappen 1638/1639 und 1760: Gespalten, vorn das Stammwappen, hinten in Gold ein schwarzer Adler; und ein zweiter Helm mit schwarz-goldenen Decken und dem Adler

## Angehörige
- Ernst von Pardubitz (um 1300–1364), erster Erzbischof des 1344 gegründeten Erzbistums Prag und erster Kanzler der 1348 gegründeten Karls-Universität Prag.
- Freiherr Franz von Cheynow und Winterberg (letzter Namensträger des jüngeren freiherrlichen Hause) (* 11. Dezember 1754 (?); † 13. Juni 1842), auf Bohumielicz, Alt- und Neu-Skalitz, K.k. Offizier a. D.; verehelicht 1818 mit Theresia Gräfin von Gorcey-Longuyon (* 1790, verstorben nach 1850) aus dem Hause Gorcea de Viviers. Zu dessen Ahnentafel siehe bei Roman von Procházka, S. 179 ff.
- Leopold von Malowetz (1812–1876), k. k. Kämmerer und Feldmarschallleutnant